# Звиняченська сільська рада
Звиня́ченська сільська́ ра́да — адміністративно-територіальна одиниця та орган місцевого самоврядування в Горохівському районі Волинської області. Адміністративний центр — село Звиняче.

## Загальні відомості
- Територія ради: 38,7 км²
- Населення ради: 1492 особи (станом на 2001 рік). Кількість дворів — 473.
- Територією ради протікає річка Липа

## Населені пункти
Сільраді підпорядковані населені пункти:
- с. Звиняче
- с. Красів

## Населення
Згідно з переписом УРСР 1989 року чисельність наявного населення сільської ради становила 1738 осіб, з яких 790 чоловіків та 948 жінок.
За переписом населення України 2001 року в сільській раді мешкало 1486 осіб.

### Мова
Розподіл населення за рідною мовою за даними перепису 2001 року:
| Мова       | Відсоток |
| ---------- | -------- |
| українська | 98,99 %  |
| російська  | 1,01 %   |

## Господарська діяльність
В Звиняченській сільській раді працює 2 школи: 1 початкових і 1 середня, будинок культури, 2 бібліотеки, сільський клуб, 1 дитячий садок, 2 медичні заклади, аптека, відділення зв'язку, 2 АТС на 98 номери, 5 торговельних закладів.
По території сільської ради проходять О030206, О030209, залізничний шлях лінії Ківерці — Підзамче (Рівненська дирекція залізничних перевезень Львівської залізниці), розташовані залізнична станція Звиняче та зупинний пункт Застав'я.

## Склад ради
Рада складається з 12 депутатів та голови.
- Голова ради: Панасюк Тетяна Дмитрівна
- Секретар ради:

### Керівний склад попередніх скликань
| Прізвище, ім'я, по батькові | Основні відомості                                                                                  | Дата обрання | Дата звільнення |
| --------------------------- | -------------------------------------------------------------------------------------------------- | ------------ | --------------- |
| Пальчук Володимир Петрович  | Сільський голова, 1949 року народження, член Всеукраїнського об'єднання «Свобода»                  | 26.03.2006   | 31.10.2010      |
| Панасюк Тетяна Дмитрівна    | Сільський голова, 1964 року народження, освіта вища, член Всеукраїнського об'єднання «Батьківщина» | 31.10.2010   | 25.10.2015      |
| Панасюк Тетяна Дмитрівна    | Сільський голова, 1964 року народження, освіта вища, безпартійна                                   | 25.10.2015   |                 |

Примітка: таблиця складена за даними сайту Верховної Ради України та ЦВК

### Депутати VII скликання
За результатами місцевих виборів 2015 року депутатами ради стали:

#### За суб'єктами висування
| Суб'єкт висування      | Кількість обраних депутатів | %     |
| ---------------------- | --------------------------- | ----- |
| Самовисування          | 9                           | 75.00 |
| Аграрна партія України | 3                           | 25.00 |

#### За округами
| № округу | Прізвище, ім'я, по батькові        | Ким висунуто           | Дата нар.  | Освіта              | Партійна приналежність                                        | Відомості                                                |
| -------- | ---------------------------------- | ---------------------- | ---------- | ------------------- | ------------------------------------------------------------- | -------------------------------------------------------- |
| 1        | Гороть Валентина Степанівна        | Самовисування          | 17.02.1976 | професійно-технічна | безпартійна                                                   | Не працює                                                |
| 2        | Гороть Анатолій Ростиславович      | Самовисування          | 26.05.1964 | вища                | безпартійний                                                  | Львівська залізниця, дефектоскопіст ПЧ-19                |
| 3        | Хом'як Ігор Степанович             | Самовисування          | 17.01.1964 | вища                | безпартійний                                                  | Ківерцівська дистанція колія, черговий стрілочного поста |
| 4        | Войтович Микола Олександрович      | Самовисування          | 16.02.1984 | вища                | безпартійний                                                  | СФГ «Наталі», тракторист-машиніст                        |
| 5        | Боярчук Павло Іванович             | Самовисування          | 05.05.1954 | вища                | безпартійний                                                  | Волинь зернопродукт, інженер-механік                     |
| 6        | Каплюк Жанна Євгенівна             | Самовисування          | 28.10.1966 | професійно-технічна | безпартійна                                                   | Звиняченська сільська рада, секретар                     |
| 7        | Самостян Ірина Василівна           | Аграрна партія України | 16.02.1980 | вища                | безпартійна                                                   | Звиняченська сільська рада, землевпорядник               |
| 8        | Пальчук Оксана Андріївна           | Самовисування          | 07.11.1968 | вища                | член політичної партії Всеукраїнське об'єднання «Батьківщина» | Амбулаторія с. Звиняче, фельдшер                         |
| 9        | Біланчук Людмила Валеріївна        | Аграрна партія України | 29.09.1970 | вища                | безпартійна                                                   | Звиняченська ЗОШ І-ІІ ст.., директор                     |
| 10       | Горбатюк Федір Іванович            | Аграрна партія України | 16.04.1974 | загальна середня    | безпартійний                                                  | Звиняченська ЗОШ І-ІІ ст., робітник                      |
| 11       | Владіміров Володимир Володимирович | Самовисування          | 16.05.1953 | вища                | безпартійний                                                  | Не працює, пенсіонер                                     |
| 12       | Мельник Галина Михайлівна          | Самовисування          | 12.08.1955 | вища                | безпартійна                                                   | Не працює, пенсіонер                                     |